# Portico e San Benedetto
Portico e San Benedetto ist eine italienische Gemeinde (comune) mit 757 Einwohnern (Stand 31. Dezember 2023) in der Provinz Forlì-Cesena in der Emilia-Romagna. Die Gemeinde liegt etwa 38 Kilometer südwestlich von Forlì und etwa 46 Kilometer westsüdwestlich von Cesena am Montone im Parco nazionale delle Foreste Casentinesi, Monte Falterona e Campigna und grenzt unmittelbar an die Metropolitanstadt Florenz (Toskana).
- Portico di Romagna, Gemeindesitz
- San Benedetto in Alpe, ca. 48 km von Forli entfernt
- Bocconi, das Dorf liegt zwischen den beiden Orten Portico und San Benedetto

## Verkehr
Durch die Gemeinde führt die Strada Statale 67 Tosco-Romagnola von Pisa nach Ravenna.

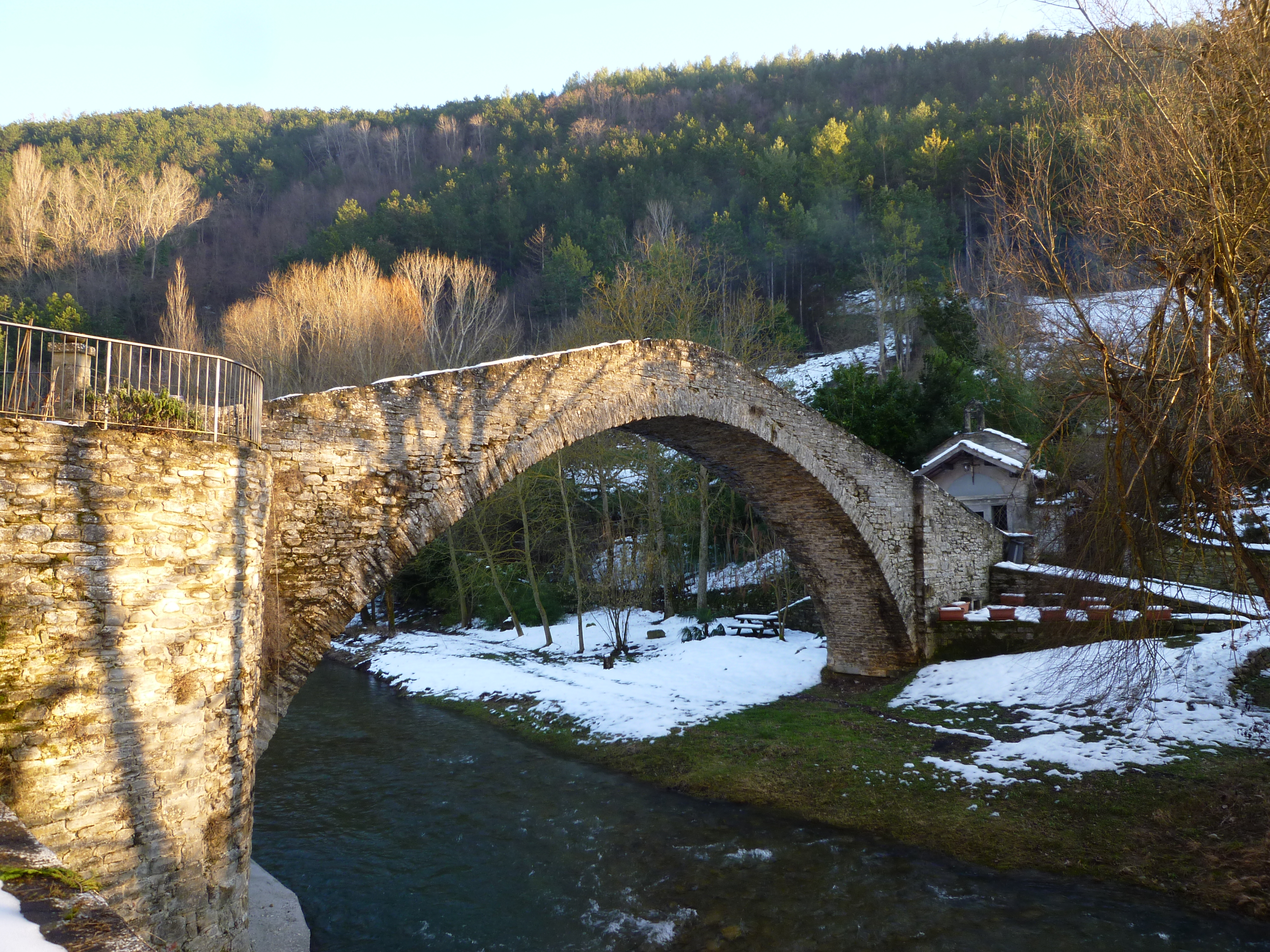
Ponte della Maestà über den Montone